# The Middle Picture
The Middle Picture ist ein Jazzalbum von Taylor Ho Bynum. Die am 20. Oktober 2005 und 5. Dezember 2006 im Firehouse 12, New Haven, Connecticut sowie in Philadelphia entstandenen Aufnahmen erschienen 2007 auf Firehouse 12 Records.

## Hintergrund
„The Middle Picture ist das bislang vollständigste Album des Kornettisten Taylor Ho Bynum, das konzeptionelle Themen aus seinen früheren Veröffentlichungen zusammenführt“, schrieb Troy Collins. Für das Album wählte er, wie auch schon für vorangegangene Projekte, „das Konzept einer Suite. Für den Großteil seiner spontanen Kompositionen spielt er unterteilte Anfangs-, Mittel- und Endsegmente. Jede Inszenierung ist unterschiedlich, fließt jedoch mit kurzen Pausen von einer zur nächsten“, schrieb Michael G. Nastos. Bynum sei eine unterschwellige Kraft auf seinem Instrument; bevorzugt spielt er hier mit einem kleineren Ensemble in seinem Sextett, selten spielen die Bandmitglieder auf einmal zusammen. Für die Auswahl hier nahm er sechs Titel mit seinem sechsköpfigen Ensemble und zwei als Trio-Nummern auf. Ho Bynum wird von einer Band begleitet, die aus Matt Bauder (Saxophon, Klarinette), Mary Halvorson und Evan O’Reilly (E-Gitarre), Jessica Pavone (Bratsche und E-Bass) und Tomas Fujiwara (Schlagzeug) besteht; bei den Trio-Stücken spielte Bynum mit Mary Halvorson und Tomas Fujiwara. Neben Eigenkompositionen des Bandleaders werden zwei Coverversionen dargeboten, Miles Davis’ „In a Silent Way“ vom glecinahmigen Album von 1969, sowie Billy Strayhorns und Duke Ellingtons „Bluebird of Delhi“, ein Tite, den das Duke Ellington Orchestra erstmals 1964 einer Europatournee vorstellte.
„Es gibt viel zwischen den drängenden Problemen der Welt und den alltäglichen Mühen des Alltags“, schreibt Bynum in den Liner Notes. „Ich nenne es das mittlere Bild: die Verfolgung der eigenen Lebensziele, die Suche nach der wahren Berufung, die Pflege der eigenen persönlichen Beziehungen. Während ich die größeren und kleineren Realitäten der Welt anerkenne, versuche ich mich auf das mittlere Bild zu konzentrieren und hoffe, dass ein Teil dieser positiven Energie und Inspiration die Bilder auf beiden Seiten beeinflussen kann. Die Musik auf diesem Album wächst aus diesem mittleren Bild heraus und widmet sich dieser Hoffnung.“

## Titelliste
- Taylor Ho Bynum Sextet: The Middle Picture (Firehouse 12 Records FH12-04-01-002)[4]

1. Brooklyn with An E (Taylor Ho Bynum)  8:06
2. Woods (Taylor Ho Bynum) 7:34
3. In a Silent Way (Joe Zawinul, Miles Davis)  5:17
4. Mm(Pf) (Taylor Ho Bynum) 4:32
5. Bluebird of Delhi (Billy Strayhorn, Duke Ellington) 3:42
6. 3v2 (Taylor Ho Bynum)  8:09
7. JP & The Boston Suburbs (Taylor Ho Bynum)

  1. Parts 1 & 2  9:34

  2. Part 3 (Aka Knit & Swim)  6:34
8. Apace (Taylor Ho Bynum) 6:55

## Rezeption
Michael G. Nastos verlieh dem Album in Allmusic 3½ (von fünf) Sterne und schrieb, die Passagen mit großem Ensemble zeichnen sich hauptsächlich durch zurückhaltende Dynamik, Call and Response und beharrliche Improvisationen aus.
Nach Ansicht von Troy Collins, der das Album in All About Jazz rezensierte, halte Bynum das Versprechen früherer Bemühungen ein und vereine die entspannte Spontaneität seines Duetts mit dem Schlagzeuger Tomas Fujiwara, auf True Events (482 Music, 2007) und die studierte Komplexität seiner formalen Kompositionsfähigkeiten, wie sie in Other Stories (Three Suites) (2005) zu hören sind, das Debütalbum seines Spidermonkey Strings-Ensembles. Das Sextett navigiere durch einen weiten Dynamikbereich, der eher für ein klassisches Ensemble als für eine Jazzgruppe typisch sei, meint Collins. „Leise pointillistische Aktivität wechselt mit kurzen Eingriffen von knotigen Turbulenzen und dissonanter Katharsis. Von der Miniaturversion von Ellingtons ‚Bluebird of Delhi‘ bis zur kurzen filmischen Skizze von Miles Davis’ ‚In a Silent Way‘ arbeiteten sie an den äußersten Enden des Klangspektrums.“
Der Kritiker der italienischen Ausgabe von All About Jazz notierte, das Bynums Werk stark von seinem Studium und seiner Arbeit mit Anthony Braxton geprägt sei, Es wäre jedoch eine Ungerechtigkeit, den talentierten Taylor auf die Rolle des Schülers zu reduzieren. Wie die bemerkenswerte Erfahrung von SpiderMonkey Strings und dem Duo mit dem Schlagzeuger Eric Rosenthal (auf den CDs And Only Life my Lush Lament und Cenote) zeige, habe der Musiker Talent, sowohl als Instrumentalist, als einfallsreicher Komponist als auch als brillanter Arrangeur. Es sei daher nicht verwunderlich, dass The Middle Picture ein solides und vollständiges Werk sei, das überzeugend und in Bezug auf Beiträge der fünf vom Trompeter gewählten Begleiter absolut wertvoll ist. Unter den Originalkompositionen, die alle einen guten Standard hätten, habt der Autor das kluge „Brooklyn with an E“ und das überzeugende „mm (pf)“ hervor.
Brent Burton schrieb in JazzTimes, für einen Mann, der die Mitgliedschaft in Cecil Taylors großem Ensemble und mehreren von Anthony Braxtons Gruppen beansprucht, schaffe Taylor Ho Bynum eine überraschend zugängliche Musik. Der Kornettist vermeide viele der Klischees der Avantgarde und entscheide sich stattdessen für einen abgeschnittenen und atemlosen Stil, der an melodieorientierte Musiker wie Don Cherry und Lester Bowie erinnere. Von den beiden Aufnahmesessions sei die Sextettaufnahme die markanteste. Bynums Band, zu der Tomas Fujiwara, ein Paar E-Gitarristen (Evan O’Reilly und Mary Halvorson), ein Saxophonist-Klarinettist (Matt Bauder) und eine Bassistin-Bratschistin (Jessica Pavone) gehören, ist wie kein anderes Outfit. Die beiden Trio-Tracks der CD deuten darauf hin, so der Autor, dass die Gitarristin Mary Halvorson, Mitglied beider Bands, eine große Rolle in der einzigartigen Ästhetik des Sextetts spiele. „Ihre flinken Finger bewegen sich in monkischen Formen und bilden Linien, die Freiheit bedeuten, ohne die Unannehmlichkeiten, die oft mit dem Begriff einhergehen.“ Ihr eckiger Ansatz sei nicht wie der von Bynum; doch irgendwie komme alles in einem fesselnden Gruppensound zusammen. Sextett und das Trio präsentierten eine Version des Free Jazz, die selbst konservative Zuhörer als harmlos empfinden könnten. In diesem Setting, das die Breite von Bynums Koteletts am besten repräsentiere, verleiht er jeder dieser neun Skizzen eine eigene Identität.
„Brooklyn with an E“, der Anfangstrack, bringt uns eine leichte Geschichte, bei der die Gitarre ein sich wiederholendes dissonantes Muster spielt und Schlagzeug und Kornett den Raum füllen. „Woods“ beginnt mit Solo-Kornett und nach etwa drei Minuten stürmt der Rest der Band mit pointillistischen Noten ohne offensichtliche Kohärenz herein, aus der die Bratsche mit einer traurigen Improvisation hervorgeht. Miles Davis '„In A Silent Way“ bringt ein sehr trauriges Saxophon- und Kornett-Soli in Folge auf bedrohliche Percussion, Gitarre und Bass. Während des gesamten Albums verwendet Taylor Ho Bynum viele Einflüsse, aber er zerreißt sie zuerst und klebt sie dann wieder zusammen wie in einer Collage, aber auf abstrakte Weise, ohne erkennbare Figuren. Jedes Mal, wenn ein Thema oder ein Rhythmus oder sogar ein Instrument auftaucht, wird es sofort durch etwas anderes ersetzt. Dies bietet mit Sicherheit eine Menge Abwechslung, aber als Zuhörer verlieren Sie jeden Halt, den Sie erwarten. Und das wird nach einer Weile anstrengend ... Es gibt zweifellos eine starke Einheit in der musikalischen Vision, und alle Tracks passen perfekt zusammen, aber es ist nicht wirklich mein Ding.
Der Autor des Free Jazz Blog schrieb: „Brooklyn with an E“, das erste Stückdes Albums, werde als „eine leichte Geschichte“ gespielt, bei der die Gitarre ein sich wiederholendes dissonantes Muster spielt und Schlagzeug und Kornett den Raum füllen. „Woods“ beginnt mit solistishem Kornettspiel „und nach etwa drei Minuten stürmt der Rest der Band mit pointillistischen Noten ohne offensichtliche Kohärenz herein, aus der die Bratsche mit einer traurigen Improvisation hervorgeht.“ Miles Davis’ „In a Silent Way“ beinhalte sehr traurige Saxophon- und Kornett-Soli in Folge auf bedrohliche Perkussion, Gitarre und Bass. Während des gesamten Albums verwende Taylor Ho Bynum viele Einflüsse, „aber er zerreißt sie zuerst und klebt sie dann wieder zusammen wie in einer Collage, aber auf abstrakte Weise, ohne erkennbare Figuren. Jedes Mal, wenn ein Thema oder ein Rhythmus oder sogar ein Instrument auftaucht, wird es sofort durch etwas anderes ersetzt. Dies bietet mit Sicherheit eine Menge Abwechslung, aber als Zuhörer verlieren man jeden Halt, den man erwartet.“